# オキザヨリ
オキザヨリ(Tylosurus crocodilus)はダツ科に属する魚類。この科では最大で1.5mに達する。ゲームフィッシュである。

## 形態
棘条はない。背鰭は21–25軟条、臀鰭は19–22軟条。脊椎骨数80–86。幼魚の歯が前方を向くことで、他のテンジクダツ属と識別できる(他種は常に真っ直ぐ)。体は円筒形だが、他のダツ類に比べより太く、頭部が短い。背面は濃紺、側面は銀白色、腹面は白。明瞭な尾柄隆起があり、尾鰭は強く二叉する。幼魚は背鰭後部が黒く伸長する。最大全長150cm、最大重量6.35kgの記録がある。

## 分布
インド太平洋では、西は紅海・南アフリカ、東はフランス領ポリネシア、北は日本、南はニューサウスウェールズ までで見られる。大西洋では、西はニュージャージーからブラジル、東はビオコ島・カメルーン・リベリアからアセンション島まで。ギニア・セネガル・カーボベルデ 近辺でも見られる。東太平洋ではT. c. crocodilusではなく亜種T. c. fodiatorが生息し、カリフォルニア湾からココ島・パナマまで見られる。

## 生態
外洋回遊性で、単独か小さな群れで礁湖・サンゴ礁に近づき、主に小魚を食べる。卵には付着糸があり、海藻に付着する。

## 人との関連

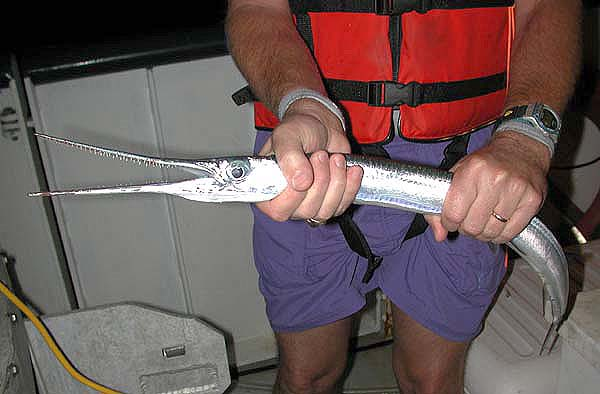
夜間、集魚灯に引き寄せられたオキザヨリ

他のダツのようにゲームフィッシュとされ、集魚灯を用いて捕獲される。食用になるが、ハマダツのように骨が緑色であるため販売されることは珍しい。驚いた時・強い光を浴びた時に水面から飛び出し、突き刺さるため漁業者に恐れられている。